# Anne Keothavong
Anne Viensouk Keothavong Bretherton MBE (* 16. September 1983 in London) ist eine ehemalige britische Tennisspielerin.

## Leben
Keothavong wurde 1983 im Londoner Stadtteil Hackney geboren. Ihre Eltern flohen in den 1970er Jahren aus dem vom Krieg erschütterten Laos. Schon früh ermutigte der Vater, ein Bankangestellter, seine Kinder, das Tennisspielen zu erlernen. Annes Bruder James Keothavong ist als Stuhlschiedsrichter bei Tennisturnieren zu sehen.

## Karriere
Keothavong, die über eine kraftvolle Vorhand von der Grundlinie und einen guten ersten Aufschlag verfügt, begann im Alter von sieben Jahren mit dem Tennisspielen.
1999 spielte sie erste Turniere auf der ITF Women’s World Tennis Tour, im Jahr darauf startete sie in Wimbledon erstmals in der Qualifikation zu einem Grand-Slam-Turnier, nachdem sie von den Organisatoren eine Wildcard erhalten hatte, schied jedoch in der zweiten Runde aus. 2001 gewann Keothavong ihren ersten Profititel und debütierte danach, erneut mit einer Wildcard ausgestattet, im Hauptfeld von Wimbledon, wo sie jedoch zum Auftakt gegen Janet Lee unterlag. 2003 gewann sie ihr erstes ITF-Turnier der $25.000-Kategorie, Anfang 2004 gelang ihr in Hobart erstmals die Qualifikation für die Hauptrunde eines WTA-Turniers. Wegen einer schweren Knieverletzung, die sie sich bei einem ITF-Turnier in Lexington im Juli zuzog, fiel sie für die restliche Saison aus und kehrte erst im März 2005 auf die ITF Tour zurück. Nach einem weiteren Erfolg bei einem Turnier der $25.000-Kategorie, errang Keothavong in Québec gegen Michaela Paštiková ihren ersten Sieg im Hauptfeld eines WTA-Turniers.
2007 gelang ihr mit dem Triumph beim ITF-Turnier der $50.000-Kategorie in Vancouver ihr bis dahin größter Titel. Anschließend rückte sie in Kalkutta zum ersten Mal in das Halbfinale eines WTA-Turniers vor, in dem sie sich Marija Korytzewa geschlagen geben musste. Im Jahr darauf erzielte Keothavong mit dem Sieg beim $50.000-Turnier in Jounieh zunächst ihr bis dahin mit Abstand bestes Ergebnis auf Sandplatz, ehe sie in Wimbledon auf Rasen gegen Vania King ihren ersten Hauptrundensieg bei einem Grand-Slam-Turnier feiern konnte. In der zweiten Runde unterlag sie Venus Williams glatt in zwei Sätzen. Bei den US Open erreichte sie im Anschluss die dritte Runde und damit das beste Grand-Slam-Ergebnis ihrer Karriere. Durch den Erfolg zog sie erstmals in die Top 100 der Weltrangliste ein. Das Jahr beschloss sie mit ihrem größten Titelerfolg beim hochdotierten ITF-Turnier der $100.000-Kategorie in Krakau.
Keothavong konnte ihre gute Form in die Saison 2009 mitnehmen und erzielte nach zwei weiteren WTA-Halbfinalteilnahmen in Auckland und Memphis mit Rang 48 ihre höchste Weltranglistenposition. In Warschau erreichte sie danach auf Sandplatz ihr einziges Halbfinale bei einem WTA-Premier-Turnier, in dem sie Aljona Bondarenko unterlag. Eine schwere Verletzung an Kreuzband und Meniskus, die sie sich während einer Doppelpartie bei den Bank of the West Classic in Stanford beim Versuch, eine Kollision mit dem Außenzaun der Anlage zu verhindern, zuzog, zwang Keothavong, das Jahr vorzeitig zu beenden. Dennoch konnte sie aufgrund der bis dahin gesammelten Punkte die Saison wie auch im Jahr zuvor unter den besten 100 der Welt beenden. Nach einer sechsmonatigen Pause bestritt sie im Februar 2010 im Fed Cup ihr Comeback und stieß anschließend in Memphis sowie zum Saisonende in Luxemburg noch einmal ins Halbfinale vor.
Zum Auftakt der Saison 2011 erreichte Keothavong aus der Qualifikation heraus die Hauptrunde der Australian Open und setzte sich dort gegen Arina Rodionova durch, bevor sie im darauffolgenden Match in drei Sätzen gegen Andrea Petković ausschied. Nach einem durchwachsenen Jahr, präsentierte sie sich zum Abschluss der Saison noch einmal in starker Verfassung, als sie zunächst als Qualifikantin das Halbfinale in Luxemburg erreichte und danach aufeinanderfolgend bei zwei ITF-Turnieren in Barnstaple und Ismaning triumphierte. Dadurch rückte Keothavong wieder in die Top-100 der Weltrangliste vor. Ihren letzten Titel holte sie zu Beginn des Jahres 2013 bei einem ITF-Turnier der $50.000-Kategorie in Croissy-Beaubourg. In Florianópolis stand sie zuvor im Doppel in ihrem einzigen WTA-Endspiel, unterlag dort jedoch an der Seite von Walerija Sawinych den Siegerinnen Anabel Medina Garrigues und Jaroslawa Schwedowa klar in zwei Sätzen. Auf der WTA Tour jedoch blieb ihr der anhaltende Erfolg weiterhin verwehrt, weshalb sie nach ihrer dreizehnten Teilnahme im Hauptfeld von Wimbledon am 24. Juli 2013 im Anschluss an eine Serie von sieben Niederlagen in Folge ihr Karriereende verkündete. Seitdem kommentiert sie als Expertin für den britischen Sportsender BT Sport.
2017 übernahm Keothavong zudem den Posten als Kapitänin der britischen Fed-Cup-Mannschaft. 2019 gelang Großbritannien unter ihrer Führung nach 26 Jahren die Rückkehr in Weltgruppe II.
2001 gab Keothavong bei der 0:3-Niederlage gegen Schweden ihren Einstand für die britische Fed-Cup-Mannschaft. Seitdem hat sie für ihr Land 44 Begegnungen im Einzel und Doppel bestritten, von denen sie 22 gewinnen konnte (Einzelbilanz 21:19).

## Turniersiege

### Einzel
| Nr. | Datum              | Turnier           | Kategorie    | Belag             | Finalgegnerin          | Ergebnis       |
| --- | ------------------ | ----------------- | ------------ | ----------------- | ---------------------- | -------------- |
| 1.  | 28. Januar 2001    | Jersey            | ITF $10.000  | Hartplatz(Halle)  | Elodie Le Bescond      | 6:3, 6:2       |
| 2.  | 11. August 2002    | Bath              | ITF $10.000  | Hartplatz         | Hannah Collin          | 6:0, 7:65      |
| 3.  | 18. August 2002    | London            | ITF $10.000  | Hartplatz         | Yvonne Doyle           | 6:4, 7:61      |
| 4.  | 29. September 2002 | Sunderland        | ITF $10.000  | Hartplatz (Halle) | Hannah Collin          | 6:0, 6:1       |
| 5.  | 2. Februar 2003    | Belfort           | ITF $25.000  | Hartplatz (Halle) | Nathalie Vierin        | 5:7, 7:63, 6:4 |
| 6.  | 28. März 2004      | Redding           | ITF $25.000  | Hartplatz         | Mashona Washington     | 6:3, 2:6, 7:63 |
| 7.  | 20. März 2005      | Bolton            | ITF $10.000  | Hartplatz (Halle) | Veronika Chvojková     | 3:6, 6:1, 6:1  |
| 8.  | 3. April 2005      | Bath              | ITF $10.000  | Hartplatz (Halle) | Claire Peterzan        | 6:1, 6:1       |
| 9.  | 4. September 2005  | Nottingham        | ITF $10.000  | Hartplatz         | Karen Paterson         | 1:6, 7:64, 6:4 |
| 10. | 22. Oktober 2005   | Lagos             | ITF $25.000  | Hartplatz         | Maša Zec Peškirič      | 6:3, 7:67      |
| 11. | 5. Februar 2006    | Jersey            | ITF $25.000  | Hartplatz (Halle) | Ana Vrljić             | 6:2, 6:1       |
| 12. | 19. November 2006  | Přerov            | ITF $25.000  | Teppich (Halle)   | Angelique Kerber       | 6:4, 7:5       |
| 13. | 5. August 2007     | Vancouver         | ITF $50.000  | Hartplatz         | Stéphanie Dubois       | 7:5, 6:1       |
| 14. | 24. Februar 2008   | Capriolo          | ITF $25.000  | Teppich (Halle)   | Wesna Manassijewa      | 6:1, 2:6, 6:3  |
| 15. | 10. Mai 2008       | Jounieh           | ITF $50.000  | Sand              | Lourdes Domínguez Lino | 6:4, 6:1       |
| 16. | 12. Oktober 2008   | Barnstaple        | ITF $50.000  | Hartplatz (Halle) | Alberta Brianti        | 6:4, 6:2       |
| 17. | 9. November 2008   | Krakau            | ITF $100.000 | Hartplatz (Halle) | Monica Niculescu       | 7:64, 4:6, 6:3 |
| 18. | 29. Oktober 2011   | Barnstaple        | ITF $75.000  | Hartplatz (Halle) | Marta Domachowska      | 6:1, 6:3       |
| 19. | 6. November 2011   | Ismaning          | ITF $50.000  | Teppich (Halle)   | Yvonne Meusburger      | 6:3, 1:6, 6:2  |
| 20. | 30. März 2013      | Croissy-Beaubourg | ITF $50.000  | Hartplatz (Halle) | Sandra Záhlavová       | 7:63, 6:3      |

### Doppel
| Nr. | Datum             | Turnier          | Kategorie   | Belag             | Partnerin            | Finalgegnerinnen                      | Ergebnis         |
| --- | ----------------- | ---------------- | ----------- | ----------------- | -------------------- | ------------------------------------- | ---------------- |
| 1.  | 22. Mai 2005      | Teneriffa        | ITF $25.000 | Hartplatz         | Amanda Janes         | Julia Babilon Adriana Barna           | 7:65, 3:6, 6:3   |
| 2.  | 4. September 2005 | Nottingham       | ITF $10.000 | Hartplatz         | Claire Peterzan      | Lindsay Cox Rebecca Fong              | 6:1, 6:1         |
| 3.  | 4. Februar 2007   | Sutton           | ITF $25.000 | Hartplatz (Halle) | Claire Curran        | Andrea Hlaváčková Katarína Kachlíková | 4:6, 6:4, 6:2    |
| 4.  | 20. Mai 2007      | Gran Canaria     | ITF $25.000 | Sand              | Frederica Piedade    | Marta Marrero Carla Suárez Navarro    | kampflos         |
| 5.  | 7. November 2010  | Nantes           | ITF $50.000 | Hartplatz (Halle) | Anna Smith           | Mervana Jugić-Salkić Darija Jurak     | 5:7, 6:1, [10:6] |
| 6.  | 2. Oktober 2011   | Clermont-Ferrand | ITF $25.000 | Hartplatz (Halle) | Mervana Jugić-Salkić | Jekaterina Iwanowa Ksenia Lykina      | 4:6, 6:3, [10:8] |
| 7.  | 30. Oktober 2011  | Barnstaple       | ITF $75.000 | Hartplatz (Halle) | Eva Birnerová        | Sandra Klemenschits Tatjana Malek     | 7:5, 6:1         |
| 8.  | 6. November 2011  | Ismaning         | ITF $50.000 | Teppich (Halle)   | Kiki Bertens         | Kristina Barrois Yvonne Meusburger    | 6:3, 6:3         |

## Abschneiden bei Grand-Slam-Turnieren

### Einzel
| Turnier         | 2001 | 2002 | 2003 | 2004 | 2005 | 2006 | 2007 | 2008 | 2009 | 2010 | 2011 | 2012 | 2013 | Karriere |
| --------------- | ---- | ---- | ---- | ---- | ---- | ---- | ---- | ---- | ---- | ---- | ---- | ---- | ---- | -------- |
| Australian Open | —    | —    | Q1   | Q1   | —    | Q2   | Q2   | Q2   | 1    | —    | 2    | 1    | Q1   | 2        |
| French Open     | —    | —    | Q2   | Q1   | —    | Q1   | Q2   | Q1   | 1    | 1    | 1    | 1    | Q1   | 1        |
| Wimbledon       | 1    | 1    | 1    | 2    | 1    | 1    | 1    | 2    | 1    | 1    | 2    | 2    | 1    | 2        |
| US Open         | —    | —    | Q3   | —    | —    | Q1   | Q3   | 3    | —    | 1    | 1    | 1    | —    | 3        |

Zeichenerklärung: S = Turniersieg; F, HF, VF, AF = Einzug ins Finale / Halbfinale / Viertelfinale / Achtelfinale; 1, 2, 3 = Ausscheiden in der 1. / 2. / 3. Hauptrunde; Q1, Q2, Q3 = Ausscheiden in der 1. / 2. / 3. Runde der Qualifikation; n. a. = nicht ausgetragen

### Doppel
| Turnier         | 2002 | 2003 | 2004 | 2005 | 2006 | 2007 | 2008 | 2009 | 2010 | 2011 | 2012 | 2013 | Karriere |
| --------------- | ---- | ---- | ---- | ---- | ---- | ---- | ---- | ---- | ---- | ---- | ---- | ---- | -------- |
| Australian Open | —    | —    | —    | —    | —    | —    | —    | 2    | —    | —    | 1    | —    | 2        |
| French Open     | —    | —    | —    | —    | —    | —    | —    | 1    | —    | —    | 1    | —    | 1        |
| Wimbledon       | 1    | 1    | 1    | 1    | 1    | 1    | 2    | 1    | 1    | 1    | 1    | 1    | 2        |
| US Open         | —    | —    | —    | —    | —    | —    | 1    | —    | 1    | —    | 1    | —    | 1        |

### Mixed
| Turnier         | 2003 | 2004 | 2005 | 2006 | 2007 | 2008 | 2009 | 2010 | 2011 | 2012 | Karriere |
| --------------- | ---- | ---- | ---- | ---- | ---- | ---- | ---- | ---- | ---- | ---- | -------- |
| Australian Open | —    | —    | —    | —    | —    | —    | —    | —    | —    | —    | —        |
| French Open     | —    | —    | —    | —    | —    | —    | —    | —    | —    | —    | —        |
| Wimbledon       | 1    | 1    | —    | —    | 1    | 2    | 1    | 1    | 1    | 1    | 2        |
| US Open         | —    | —    | —    | —    | —    | —    | —    | —    | —    | —    | —        |